# Тензор Схаутена
Тензор Схаутена в рімановій геометрії існує для розмірностей {\displaystyle n} > 3 і визначається як
{\displaystyle P_{\mu \nu }={\frac {1}{n-2}}\left(R_{\mu \nu }-{\frac {R}{2(n-1)}}g_{\mu \nu }\right)}
де {\displaystyle R_{\mu \nu }} — тензор Річчі, {\displaystyle R} — скалярна кривина, {\displaystyle g_{\mu \nu }} — метричний тензор ф {\displaystyle n} — розмірність многовиду.
Названий за іменем Яна Схаутена.